# Seychellum alluaudi
Seychellum alluaudi es una especie de cangrejo de agua dulce endémica de las Seychelles, y el único cangrejo de agua dulce verdadero de ese país. Vive en los arroyos de la selva tropical de las islas altas graníticas del archipiélago. Aunque es abundante, se sabe poco sobre su biología. Si la calidad de su hábitat disminuyera, S. alluaudi podría llegar a estar en peligro, pero actualmente figura como Vulnerable en la Lista Roja de la UICN.
S. alluaudi se describió como especie del género Deckenia en 1893 y 1894, y posteriormente se separó en el género segregado monotípico Seychellum. Sus parientes más cercanos son las dos especies que se encuentran actualmente en Deckenia, ambas en África oriental. Se han publicado varias hipótesis para explicar cómo Seychellum llegó a su ubicación aislada, incluyendo "puentes terrestres" sumergidos y una antigua vicarianza, aunque algún medio de transporte a través del océano abierto se considera la explicación más probable.
Los adultos son de color amarillo oscuro a marrón y tienen un caparazón cuadrangular de unos 50 mm de ancho. Las garras son desiguales en tamaño. Seychellum difiere de Deckenia en varios caracteres, como la longitud de las patas y las antenas, y el hecho de que las especies de Deckenia tienen las patas aplanadas, en comparación con las de Seychellum.

## Descripción
Seychellum alluaudi es el único cangrejo realmente de agua dulce de las Seychelles; todos los demás cangrejos verdaderos de las islas tienen larvas marinasEs común que los cangrejos de agua dulce tengan huevos grandes, y esto también se observa en Seychellum; sus huevos tienen alrededor de 3,5 mm (0,14 pulgadas) de diámetro, que Rathbun describió como "muy grandes".
Los ejemplares adultos alcanzan una anchura de caparazón de 30-52 milímetros (1,2-2,0 pulgadas), y una longitud de caparazón de aproximadamente el 80% de la anchura. El caparazón es casi cuadrangular y bastante plano, en contraste con el contorno más redondeado de su pariente más cercano, Deckenia. Su superficie es rugosa, con tubérculos dispersos, y está dividida en regiones distintas por una serie de surcos,Una cresta elevada corre sinuosamente a lo largo de la parte delantera del caparazón, interrumpida por una ranura en el centro y por ranuras hacia cada lado del caparazón.El color de Seychellum se describe como "jaune noirâtre, qui devient franchement marron dans la moitié antérieure de la carapace"("amarillo oscuro, que se vuelve bastante marrón en la parte anterior del caparazón").
Las antenas son diminutas (más pequeñas que las de Deckenia), y las quelas (garras) son desiguales en tamaño. Mientras que Deckenia tiene patas claramente aplanadas, las de Seychellum son normales.En general, Rathbun concluyó que Seychellum alluaudi "difiere de Deckenia [...] en tantos otros aspectos que no es probable que las especies se confundan".

## Historia taxonómica
Seychellum alluaudi fue descrita por primera vez en 1893 por Alphonse Milne-Edwards y Eugène Louis Bouvier, como una especie del género Deckenia, D. alluaudi; el epíteto específico conmemora a Charles A. Alluaud, que había recolectado los especímenes que utilizaron. Sin conocer esa descripción, Mary J. Rathbun describió la "Deckenia cristata" en 1894, en un artículo publicado en las Actas del Museo Nacional de Estados Unidos; su descripción se basaba en especímenes donados al Museo Nacional de Estados Unidos por William Louis Abbott, que había viajado a las Seychelles en 1890.En aquel momento, la única especie del género era D. imitatrix, de la costa de África oriental, y en 1898 se añadió una segunda especie (D. mitis), también de África oriental.Rathbun sinonimizó ella misma D. cristata y D. alluaudi en 1906. En aquel momento se consideraba que las tres especies de Deckenia eran lo suficientemente distintas de otros cangrejos como para justificar su inclusión en una subfamilia (Deckeniinae) o familia (Deckeniidae).
En 1995, Peter K. L. Ng, Zdravko Števčić y Gerhard Pretzmann revisaron la familia Deckeniidae, tal como estaba circunscrita entonces, y concluyeron que "D. alluaudi" no podía acomodarse con las demás especies de Deckenia en el mismo género, ni siquiera en la misma familia. Describieron un nuevo género, Seychellum, y la especie adoptó su nombre actual.Colocaron a Seychellum en la familia Gecarcinucidae, dejando a Deckenia como único género de la familia Deckeniidae, y restringiendo su distribución al continente africano.Tras una serie de estudios filogenéticos, Cumberlidge et al. Redujeron ese taxón a una subfamilia de la familia Potamonautidae, más amplia, y Seychellum vuelve a considerarse parte de ella.

## Distribución y biogeografía
Seychellum alluaudi es endémico de las islas altas graníticas del grupo interior de las Seychelles, en el océano Índico occidental. Se encuentra en 
las cuatro islas graníticas más grandes - Mahé, La Digue, Silhouette y Praslin - y vive en los arroyos de montaña que fluyen a través de la selva tropical.
Los parientes más cercanos de Seychellum son las dos especies de Deckenia del continente africano. La forma bilobulada del último segmento del palpo mandibular, que se había utilizado para argumentar una estrecha relación entre Seychellum y los cangrejos indios de la familia Gecarcinucidae, no parece ser un carácter filogenético fiable.
La presencia de una especie estrictamente de agua dulce en las Seychelles es difícil de explicar desde el punto de vista biogeográfico.Se han propuesto varias explicaciones posibles.
- En 1902, antes del desarrollo de la tectónica de placas, Arnold Edward Ortmann propuso que los puentes de tierra conectaban antiguamente las Seychelles con otras masas de tierra.[2]
- También se ha sugerido que los antepasados de Deckenia y Seychellum vivieron en una masa de tierra formada por las Seychelles y el continente africano, que luego se separaron por deriva continental;[2] se cree que Gondwana se dividió hace 160 millones de años,[9] y que las Seychelles se separaron de la placa Índica hace entre 68 y 65 millones de años.[11] Un origen antiguo se vería respaldado por la ausencia de cangrejos de agua dulce en las islas oceánicas de la misma zona, como Mauricio y Reunión.[11]
- Por último, el antepasado de Seychellum podría haber atravesado el océano Índico occidental en balsa, tal vez en una época en la que el Banco de las Seychelles era más extenso debido al descenso del nivel del mar.[10] La mayor extensión del Banco de las Seychelles también podría explicar que la especie se encuentre ahora en cuatro islas distintas del archipiélago de las Seychelles.[12]El momento de la divergencia entre el Seychellum y el Deckenia se ha estimado de forma independiente entre hace 27 y 8 millones de años[13] y entre hace 12 y 5,5 millones de años. [12]Se dice que el Seychellum tolera mejor el agua salada que otras familias de cangrejos de agua dulce, lo que puede haberle permitido sobrevivir a los viajes en balsa entre el continente africano y el Banco de las Seychelles.[14]

Las investigaciones más recientes se inclinan por la dispersión transoceánica, pero sigue habiendo cierta incertidumbre.

## Estado de conservación
De los cinco criterios evaluados por la Unión Internacional para la Conservación de la Naturaleza para su Lista Roja de la UICN, cuatro no pueden evaluarse en Seychellum alluaudi debido a la falta de información. Según el criterio restante, que mide el área de distribución geográfica de la especie, ésta se clasificaría como En Peligro si se produjera una "disminución de la calidad del hábitat". Sin embargo, es abundante en algunos lugares y está presente dentro de una zona protegida, por lo que se clasifica como Vulnerable.